# カルロス・ネバ
カルロス・ネバ・テイ（Carlos Neva Tey、1996年6月12日 - ）は、スペイン・エル・プエルト・デ・サンタ・マリア出身のサッカー選手。グラナダCF所属。ポジションはディフェンダー。

## クラブ経歴
アンダルシア州のエル・プエルト・デ・サンタ・マリアに生まれ、2013年4月にラシン・クルブ・ポルトゥエンセでサッカーを始めた。16歳でトップチームデビューを果たすと、その活躍によりレアル・マドリードから勧誘を受け、同クラブのカンテラに移った。しかし、レアル・マドリードでは1シーズンを終えずに退団し、セビージャFCのCチームやセグンダ・ディビシオンBのマルベジャFCといった下位リーグのクラブで経験を積んだ。
2017年7月、グラナダCFのBチームに移籍した。Bチームですぐに主力に定着すると、2018-19シーズンにグラナダのトップチームデビューを果たした。このシーズン、グラナダはプリメーラ・ディビシオンに昇格する。昇格後、ネバは1部の舞台に立ったグラナダでレギュラーの座を掴み、1部デビューシーズンにしてリーグ戦26試合に出場した。2020年7月30日には、クラブとの契約を2022年まで延長した。

## タイトル
グラナダ
- セグンダ・ディビシオン : 1回 (2022-23)